# Ангелян, Георгий Оганесович
Георгий Оганесович Ангелян (арм. Գեորգի Հովհաննեսի Անջելյան) (8 июня 1930, Ахалцих — 2012) ― советский и  армянский врач, анестезиолог-реаниматолог, кандидат медицинских наук (1964), профессор (1999), полковник медицинской службы Вооруженных сил Армении (1999). Является братом Бориса Ангеляна и Владимира Ангеляна.

## Биография
Георгий Ангелян родился 8 июня 1930 года в  городе Ахалцихе, Грузинская ССР, ЗСФСР, СССР. 
В 1955 году окончил Ереванский государственный медицинский институт. В 1964 году защитил кандидатскую диссертацию на соискание учёной степени кандидата медицинских наук. 
C 1965 по 1975 работал в Институте кардиологии и кардиохирургии Министерства здравоохранения Армянской ССР. С 1974 по 1995 год  возглавлял Общество реаниматологов и анестезиологов Армении. 
С 1975 по 1996 год работал заведующим отделением анестезиологии и реанимации Ереванского медицинского института. В 1975 году назначен главным анестезиологом-реаниматологом Министерства здравоохранения Армении. 
В 1998 году избран действительный членом Российской академии естественных наук. В 1999 году году ему присвоено учёное звание профессора.
С 1999 года ― главный анестезиолог-реаниматолог Министерства обороны Республики Армения, полковник медицинской службы Вооруженных сил Армении.
По инициативе Ангеляна в Армении были организованы реанимационные службы, республиканская гипертоническая оксигенация, центры лечения внешних отравлений. Он первым в Армении начал применять кровоабсорбирующие жидкости, плазмаферез и методы лечения ультрафиолетовым излучением. Автор учебников по анестезиологии и реаниматологии.
Георгий Ангелян умер в 2012 году.

## Награды
- Серебряная медаль Ивана Павлова (1999)
- Серебряная медаль Эйнштейна (1999)
- Золотая медаль Ереванского государственного медицинского университета (2001)
- Медаль Эрлиха (2002)